# Narayana

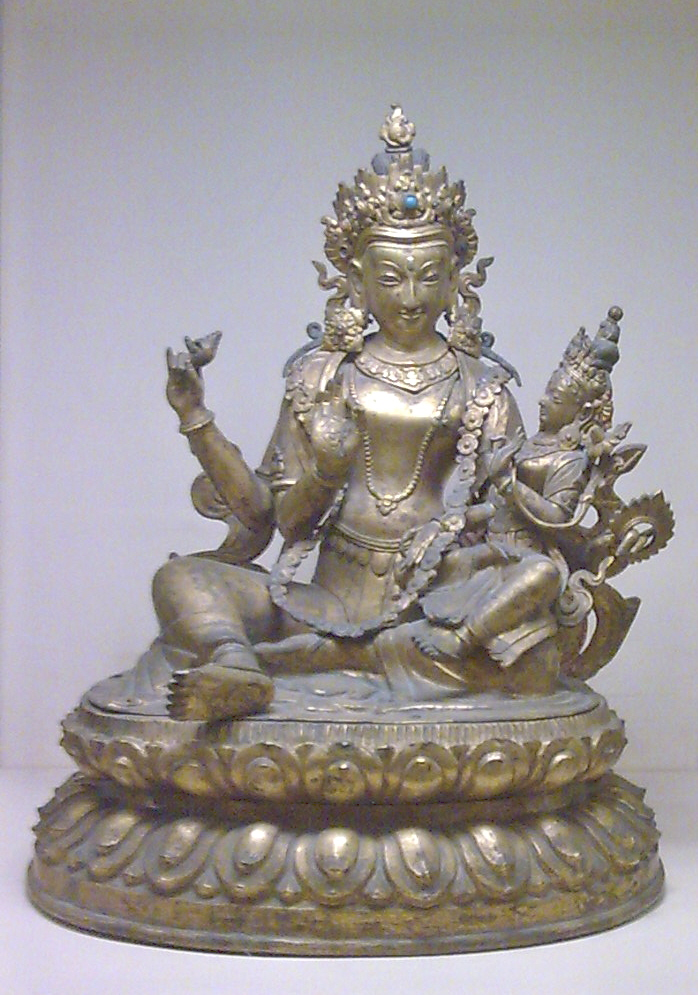
Narayana en Lakshmi, Prince of Wales museum, Mumbai

Narayana (Sanskriet: नारायण, Thai: นารายณ์) of Narayan is een alternatieve benaming van Vishnu. 
De naam komt uit Sanskriet en kan volgens allerlei tradities worden uitgelegd. Het kan "man-eeuwig" betekenen of "water" of "oceaan", waarmee de eeuwigheid en grootsheid van Vishnu wordt aangeduid.
In Thailand, waar de koning als een personificatie van Vishnu wordt gezien, stelde Rama IX in 1962 een Orde van de Rajamitrabhorn in.